# Juan Manuel de Zafra y Esteban
Juan Manuel de Zafra y Esteban (Huelva, 24 d'agost de 1869 - 26 de març de 1923) fou un enginyer de Camins, Canals i Ports i inventor espanyol. Va ser membre de la Reial Acadèmia de Ciències Exactes, Físiques i Naturals.
Teòric espanyol del formigó armat, va registrar quatre patents i va escriure diverses obres sobre el tema. Va destacar per la seva extensa obra científica: Construcciones de hormigón armado (1911), Nota de su aplicación a obras hidráulicas que fou presentada al Consell de Navegació de Filadèlfia, i Cálculo de estructuras.

## Desenvolupament professional
Va ser un alumne brillant des del batxillerat que va estudiar entre Madrid (Institut Cardenal Cisneros i Institut San Isidro) i Palència (Col·legi Carrión de los Condes). Va aconseguir el títol d'Enginyer de Camins, Canals i Ports en 1892, com a número u de la seva promoció i va començar treballant en el port de Sevilla on va realitzar les seves primeres obres amb el formigó armat.
Va ingressar com a professor a l'Escola Especial del Cos d'Enginyers de Camins, Canals i Ports, impartint la matèria «Construccions de Formigó Armat i Ports i Senyals Marítims», que formava part de l'assignatura «Construccions de Formigó Armat i Ports», la qual cosa va donar pas a la formació universitària en aquesta disciplina en el curs 1910- 1911.
La seva tasca com a enginyer va començar al port de Sevilla on va realitzar el embarcador de mineral de San Juan de Aznalfarache (1904) per a la societat anònima Minas de Cala, que explotava els jaciments de ferro d'aquesta localitat de Huelva. L'embarcador connectava amb una línia de ferrocarril de via estreta que havia promogut la mateixa societat per al transport de minerals, mercaderies i viatgers. Inicialment dissenyat en fusta, va ser la primera construcció de l'Enginyer Zafra en formigó armat, que també va dissenyar dos viaductes d'accés. El 1909, i per a la mateixa companyia, va construir un segon embarcador sobre pilars de secció rectangular de formigó armat.
A més va ser l'inventor d'un aparell per a la resolució mecànica d'equacions lineals.